# John Ha Tiong Hock
John Ha Tiong Hock (chiń. 夏長福; pinyin Xià Zhǎngfú; ur. 5 marca 1947 w Kuching) – malezyjski duchowny katolicki chińskiego pochodzenia, arcybiskup Kuching od 2003 do 2017. 

## Życiorys
Święcenia kapłańskie otrzymał 14 grudnia 1972. 
17 stycznia 1998 papież Jan Paweł II mianował go biskupem pomocniczym archidiecezji Kuching. Sakry udzielił mu 6 czerwca 1998 ówczesny arcybiskup metropolita Kuching - Peter Chung Hoan Ting. 21 czerwca 2003 roku ten sam papież mianował go ordynariuszem archidiecezji Kuching. Urząd objął w dniu 16 lipca 2003 roku. 4 maja 2017 złożył rezygnację z obowiązków ordynariusza.